# InuYasha
InuYasha (犬夜叉), também conhecido como Inuyasha: Um Conto de Fadas Feudal (戦国御伽草子 犬夜叉, Sengoku Otogizōshi InuYasha), é uma série de mangá shōnen escrita e ilustrada por Rumiko Takahashi. Foi publicada na revista Weekly Shōnen Sunday entre 13 de novembro de 1996 e 18 de junho de 2008, totalizando 56 volumes tankōbon.
A série gira em torno de Kagome Higurashi, uma garota de quinze anos do ensino médio da atual Tóquio que é transportada para o Período Sengoku depois de cair em um poço no santuário de sua família, onde conhece o meio-youkai, Inuyasha. Depois que a sagrada Joia de quatro almas ressurge das profundezas do corpo de Kagome, ela inadvertidamente a quebra em dezenas de fragmentos que se espalham pelo Japão. Inuyasha e Kagome preparam-se para recuperar os fragmentos da Joia, e através de sua busca eles são acompanhados pelo monge Miroku, a exterminadora de demônios Sango, e o youkai raposa Shippō. Juntos, eles viajam para restaurar a Joia antes que ela caia nas mãos do meio-demônio maligno Naraku.
Uma adaptação em anime foi produzida pela Sunrise e foi exibida originalmente no Japão com o total de 167 episódios pela Animax de 16 de outubro de 2000 a 13 de setembro de 2004, sendo exibida também pela Nippon Television e pela Yomiuri TV. Uma segunda série, chamada InuYasha: The Final Act, que adapta o restante do mangá, foi transmitida entre 3 de outubro de 2009 e 29 de março de 2010, pela Yomiuri TV. No Brasil, foi transmitida pelo serviço de streaming PlutoTV. A série possui quatro filmes e cinco OVAs, além de ter vídeo games e uma light novel.
Em 2020, uma sequência spin-off do anime denominada Yashahime: Princess Half-DemonHanyou no Yashahime (半妖の夜叉姫; lit. Princesa Meio-Demônio) foi anunciada e lançada em outubro de 2020. No Japão, foi transmitinda pela Yomiuri TV e Nippon Televison. Na América do Norte e Latina, foi licenciado pela Viz Media, que também detém os direitos do original.

## Enredo
A história começa em Tóquio, no Japão, com uma garota de 15 anos chamada Kagome Higurashi. Ela vive com sua mãe, seu avô e seu irmão mais novo, Sota, nas terras de um santuário xintoísta. Quando ela vai procurar seu gato, Buyo, no poço perto de sua casa, um monstro a puxa para o Poço Come-Ossos (骨喰いの井戸, Honekui no Ido) e a leva consigo. Assim, ela reaparece no período Sengoku do Japão. Aparentemente, um yōkai tinha atacado uma aldeia perto do poço, com objetivo de roubar a Joia de Quatro Almas (四魂の玉, Shikon no Tama) e matar a sacerdotisa que a protegia. Por Kagome se parecer bastante com a mulher, acaba sendo atacada por um yōkai. Desesperada, ela acaba libertando o hanyou InuYasha, que estava lacrado por uma flecha sagrada em uma árvore. Embora facilmente salve Kagome, ele se revela um problema maior. InuYasha foi selado na árvore há 50 anos pela sacerdotisa Kikyou, que era a guardiã da Joia de Quatro Almas. Ela pediu que, quando morresse, a joia fosse queimada junto a ela, para que ninguém mais pudesse abusar do seu poder. No entanto, Kagome é a reencarnação de Kikyou e traz consigo a Joia de Quatro Almas. Dessa forma, a joia acaba sendo quebrada em vários fragmentos, que se dispersaram por todo o Japão. Cada fragmento é capaz de garantir um grande poder e, por isso, acaba sendo procurado por seres humanos e yōkai. Então, InuYasha e Kagome se propõem a juntar os fragmentos da joia e evitar desastres que ela possa causar.

## Desenvolvimento
Rumiko Takahashi escreveu InuYasha depois de terminar Ranma ½. Diferente dos seus trabalhos anteriores, que eram focados na comédia romântica, Takahashi queria fazer uma história mais sombria. Com o objetivo de retratar temas violentos de maneira simples, ela utilizou o Período Sengoku, pois as guerras eram comuns. Ela não fez nenhuma pesquisa para desenhar os samurais ou castelos, pois considerou que aquilo era um conhecimento universal.

## Mídia

### Mangá
Escrito e ilustrado por Rumiko Takahashi, InuYasha foi lançado no Japão em 13 de novembro de 1996 na revista Weekly Shōnen Sunday, na qual foi finalizado em 18 de junho de 2008. Os capítulos foram publicados pela Shogakukan em 56 volumes tankōbon, lançados entre maio de 1997 e fevereiro de 2009. Em 2013, um capítulo "epílogo" especial foi publicado na Shōnen Sunday como parte da antologia "Heroes Come Back", composta por contos de artistas de mangá para arrecadar fundos para a recuperação das áreas atingidas pelo sismo e tsunami de Tohoku de 2011.
No Brasil, o mangá foi lançado pela Editora JBC em meados de 2002 e finalizado em julho de 2009, com 112 volumes publicados no formato conhecido como "meio-tanko", equivalente a metade da edição original. Por votação popular, realizada em 2016, no site Henshin, os fãs da editora pediram pela republicação, dentre outros títulos, de InuYasha em 2017. Problemas de licenciamento e o grande tamanho da série, que inviabilizava comercialmente a republicação no formato original, levaram ao atraso da empreitada, até que, finalmente, em 2020, a editora anunciou que relançará o título em 2021, em 30 edições no formato "wideban" baseadas na versão publicada no Japão em 2013, em comemoração aos 35 anos de carreira de Rumiko Takahashi.

### Anime

#### Inuyasha
A adaptação em anime de InuYasha foi produzida pela Sunrise e foi exibida pelo Animax no Japão entre 16 de outubro de 2000 e 13 de setembro de 2004. Composta por 167 episódios, também foi transmitida pela Yomiuri TV e Nippon Television. A Aniplex lançou os episódios do anime em uma coleção de sete volumes em DVD, lançados entre 30 de maio de 2001 e 27 de julho de 2005.
A série possui seis temas de aberturas, que são: "Change the World" por V6, "I Am" por Hitomi Yaida, "Owarinai Yume" (終わりない夢) por Nanase Aikawa, "Grip!" por Every Little Thing, "One Day, One Dream" por Tackey & Tsubasa e "Angelus" por Hitomi Shimatani. Os oito temas de encerramento são: "My Will" por Dream, "Fukai Mori" (深い森) por Do As Infinity, "Dearest" por Ayumi Hamasaki, "Every Heart - Minna no Kimochi" (Every Heart -ミンナノキモチ-) por BoA, "Shinjitsu no Uta" (真実の詩) por Do As Infinity, "Itazura na Kiss" (イタズラなKISS) por Day After Tomorrow, "Come" por Namie Amuro e "Brand New World" por V6. No Brasil os temas foram adaptados para o português, com as músicas "Quero mudar o mundo" (Change the World, 1.ª Abertura), "Você pode sonhar" (One Day, One Dream, 5.ª Abertura) e "Mundo Ideal" (Brand New World, 8.º Encerramento) sendo cantadas por Frank Henrique. Sônia Santhelmo cantou as músicas de abertura "Pedaços dos Nossos Sonhos" (I Am, 2.ª Abertura), "Sonho sem Fim" (Owarinai Yume, 3.ª Abertura), "Não há como Perder" (Grip!, 4.ª Abertura), e "Anjo" (Angelus, 6.ª Abertura), bem como os encerramentos, "Densa Floresta" (Fukai Mori, 2.º Encerramento), "Corações" (Every Heart, 4.º Encerramento) e "Canção da Verdade" (Shinjitsu no Uta, 5.º Encerramento). Sônia Brandão cantou os encerramentos "Meu desejo" ( My Will, 1.º Encerramento) e "Seu Sorriso" (Dearest, 3.º Encerramento), Os 6.º e 7.º encerramentos foram cantados por Mayara Martins, respectivamente, "Beijo Gostoso" (Itazura na Kiss) e "Vem pra Mim" (Come). Quase todas as músicas foram adaptadas por Fernando Janson, que também foi um dos principais tradutores da série.
No Brasil, o anime foi transmitdo pelo Cartoon Network a partir de 2 de dezembro de 2002 através do bloco de animações japonesas e de ação do canal Toonami.[carece de fontes?] Mais tarde, foi exibido pela Rede Globo, no extinto programa chamado Tv Globinho bloco de animações infantis do canal porém foi rapidamente tirado do ar, devido a problemas com a classificação indicada. Em Portugal, a série estreou no Panda Biggs em 7 de maio de 2011.
Desde 2019, InuYasha e todos os seus filmes dublados em Português estão disponíveis no catálogo do Prime Vídeo no Brasil, porém, sem 4 episódios da série clássica, episódios 133 e 134(que estariam entre os episódios 28 e 29 da 3.ª temporada) e episódios 147 e 148 (que estariam entre os episódios 40 e 41 da 3.ª temporada).

#### InuYasha: The Final Act
Na 34.º edição da revista Shōnen Sunday, publicada em 22 de julho de 2009, foi anunciado que uma segunda temporada do anime estava sendo produzida. Composta por 26 episódios, ela é a adaptação de 36 volumes do mangá. O elenco original da série foi mantido e a série foi ar pela YTV do Japão. Na semana seguinte, a Viz Media anunciou que havia licenciado o novo anime, intitulado InuYasha: The Final Act (犬夜叉 完結編, InuYasha Kanketsu-hen). A série estreou em 3 de outubro de 2009 e foi finalizada em 29 de março de 2010. A Aniplex lançou os episódios do anime em uma coleção de sete volumes em DVD, lançados entre 23 de dezembro de 2009 e 23 de junho de 2010.
O tema de abertura da série é "Kimi ga Inai Mirai" (君がいない未来) por Do As Infinity, enquanto os temas de encerramentos são "With you" por AAA, "Diamond" por Alan e "Tooi Michi no Saki de" (遠い道の先で) por Takekawa Ai.

#### Hanyou no Yashahime
Em maio de 2020, foi anunciada uma série original spin-off/sequência intitulada Hanyou no Yashahime (半妖の夜叉姫; lit. As Princesas Meio-Yokai), localizada como Yashahime: Princesa Meio-Demônio. Seguimos a jornada de Towa e Setsuna, as filhas de Sesshomaru, e Moroha, a filha de Inuyasha. A série será produzida pela Sunrise, dirigida por Teruo Sato, com o design dos personagens principais pela criadora original, Rumiko Takahashi. Da equipe de Inuyasha retornarão: Katsuyuki Sumisawa a cargo dos roteiros, Yoshihito Hishinuma a cargo do design de personagens do anime e Kaoru Wada como compositor. Kappei Yamaguchi e Satsuki Yukino irão retornar ao papel de seus personagens, InuYasha e Kagome, respectivamente. A Viz Media anunciou os direitos de transmissão digital, e o lançamento em vídeo doméstico da série para os territórios da América do Norte e América Latina, ainda sem data de exibição no continente.

### Filmes
A série possui quatro filmes escritos por Katsuyuki Sumisawa, que também elaborou os episódios do anime. Todos os filmes foram dirigidos por Toshiya Shinohara. O primeiro filme, InuYasha: Toki wo Koeru Omoi, foi lançado em 16 de dezembro de 2001. O segundo, InuYasha: Kagami no Naka no Mugenjou, em 21 de dezembro de 2002. O terceiro, InuYasha: Tenka Hadou no Ken, em 20 de dezembro de 2003. O último filme, InuYasha: Guren no Horaijima, em 23 de dezembro de 2004.

### OVAs
Uma OVA de 30 minutos, intitulada Black Tetsusaiga (黒い鉄砕牙, Kuroi Tessaiga), foi exibida em 30 de julho de 2008 na exposição "It's a Rumic World" na loja de departamento Matsuya Ginza no distrito comercial de Ginza, em Tóquio. O episódio apresenta o elenco original do anime. Foi lançado em 20 de outubro de 2010 em DVD e Blu-ray.

### Trilha sonora
Diversas trilhas sonoras e character songs foram lançados pela Avex Mode. Três singles dos personagens foram lançados em 3 de agosto de 2005, os quais são "Aoki Yasei o Daite" (蒼き野生を抱いて) de InuYasha e Kagome, "Kaze no Naka e" (風のなかへ) de Miroku, Sango e Shippo, e "Gō" (業) de Sesshomaru, Jaken e Rin. Os singles ficaram nas 63.ª, 76.ª e 79.ª posições, respectivamente, na parada Oricon. Outras três canções foram lançadas em 25 de janeiro de 2006, as quais são "Rakujitsu" (落日) de Naraku, "Tatta Hitotsu no Yakusoku" (たったひとつの約束) de Kagome Higurashi e "Abarero!!" (暴れろ!!) de Bankotsu e Jakotsu. Os singles ficaram nas 130.ª, 131.ª e 112.ª posições, respectivamente, na parada Oricon.
Em 24 de março de 2010, a Avex lançou o álbum InuYasha Best Song History (犬夜叉 ベストソング ヒストリー, Inuyasha Besuto Songu Hisutorī), que contém todas as aberturas e encerramentos presentes na série. Ele ficou na 20.ª posição no Oricon durante sete semanas.

### Jogos
Três jogos baseados na série foram lançados pela WonderSwan: InuYasha: Kagome no Sengoku Nikki (犬夜叉 〜かごめの戦国日記), InuYasha: Fūun Emaki (犬夜叉 風雲絵巻) e InuYasha: Kagome no Yume Nikki (犬夜叉 かごめの夢日記). Em 23 de janeiro de 2003, foi lançado InuYasha: Naraku no Wana! Mayoi no Mori no Shōtaijō (犬夜叉〜奈落の罠!迷いの森の招待状) para Game Boy Advance no Japão.
Um jogo para celular de InuYasha foi lançado para os aparelhos Java e Brew em 21 de junho de 2005. Um jogo de cartas original em língua inglesa foi criado pela Score Entertainment e lançado em 20 de outubro de 2004. Dois títulos foram lançados para PlayStation, InuYasha e Inuyasha: A Feudal Fairy Tale. Para PlayStation 2, foram lançados InuYasha: The Secret of the Cursed Mask e InuYasha: Feudal Combat. Um jogo totalmente em inglês foi lançado para Nintendo DS, intitulado InuYasha: Secret of the Divine Jewel, em 23 de janeiro de 2007.
O personagem InuYasha apareceu no jogo Sunday VS Magazine: Shuuketsu! Choujou Daikessen! e a Tetsusaiga em Monster Hunter.

### Light novel
Uma light novel, escrita por Tomoko Komparu e ilustrada por Rumiko Takahashi, foi publicada pela Shogakukan.